# 額田医学生物学研究所
座標: 北緯35度38分26.8秒 東経140度4分33.3秒 / 北緯35.640778度 東経140.075917度
額田医学生物学研究所 (ぬかだいがくせいぶつがくけんきゅうじょ)は、日本の公益財団法人である。

## 概要
1939年（昭和14年）に、兄の額田豊と共に東邦大学を創立した額田晉によって設立された公益財団法人で、医学、生物学の研究を行っている。現在の理事長は額田均。敷地面積7,000坪の広大な敷地には研究所の他に、額田医学生物学研究所病院が付設されており主に末梢神経障害などの神経内科の分野専門の医療機関として知られている。東邦大学創立者が創設した研究所ではあるが、東邦大学との関係は直接的にはない。昭和30年代からの埋め立てで景観は失われてしまったが、千葉市稲毛（現在の千葉市稲毛区稲毛）あたりの稲毛海岸は、明治時代から保養地として知られており、額田がドイツ留学時に見聞したベルリン郊外のダーレムの療養施設をモデルにしている。東京湾を望む丘の上にあり、近くには東京浅草にある老舗神谷バーを開業した神谷傳兵衛の別荘があった。

## 附属病院
附属病院が設置されていたが、2018年3月31日をもって廃止となった。施設については医療法人社団駿心会いなげ西病院が引き継ぎ運営している。

## 交通アクセス
- JR総武線新検見川駅から千葉海浜交通バス、または稲毛駅から千葉海浜交通バス。